# فدراسیون بین‌المللی ورزش‌های زورخانه‌ای
فدراسیون بین‌المللی ورزش‌های زورخانه‌ای (به انگلیسی: International Zurkhaneh Sports Federation) (مخفف:izsf) در ۲۰ مهر ۱۳۸۳ با حضور نمایندگان بیش از ۲۱ کشور جهان در تهران تأسیس و رسماً آغاز به کار کرد.
در حال حاضر فدراسیون جهانی دارای 85 عضو از ۵ قاره جهان است.
در حال حاضر این فدراسیون موفق به برگزاری دو دوره مسابقات آسیایی ورزش‌های زورخانه‌ای در تهران ۲۰۰۶ و کاتماندو ۲۰۰۸ و دو دوره مسابقات اروپایی ورزش‌های زورخانه‌ای زاربروکن ۲۰۰۷ و فرانکفورت ۲۰۰۹ و یک دوره مسابقات قهرمانی جهان بوسان ۲۰۰۸ و یک دوره جام جهانی باکو ۲۰۰۹ و چندین مسابقه بین‌المللی در شهرهای کیش، دوشنبه و کابل برگزار نموده‌است.